# Colt Technology Services
Colt Technology Services (ehemals Colt Telecom Group) ist ein europäischer IT- und Telekommunikationsdienstleister und bietet mittelständischen und großen Unternehmen sowie Wholesale-Kunden und Resellern Daten-, Sprach- und Managed Services an. Muttergesellschaft des Konzerns ist die Colt Group Holdings Limited. Der Name ist abgeleitet von City of London Telecommunications, in London hat das Unternehmen seinen Ursprung. Hauptanteilseigner ist Fidelity Investments.

## Geschäftsfelder
Das Unternehmen betreibt eigene Glasfasernetze und Rechenzentren in Europa und ist im Vereinigten Königreich registriert. Es ist ein weltweit operierender Anbieter von IKT-Lösungen für Geschäftskunden mit Schwerpunkt in Europa und Asien. Colt verfügt über ein eigenes, etwa 187.000 Kilometer langes Glasfasernetz. Mittels 51 Metropolitan Area Networks in Europa und Japan sind rund 29.000 Gebäude und mehr als 900 Datenzentren direkt mit Glasfaser in 32 Ländern und dabei 212 Städten vernetzt.  In Deutschland hat das Unternehmen Niederlassungen in Berlin, Düsseldorf, Frankfurt am Main (Hauptsitz), Hamburg, Hannover, Köln, München und Stuttgart.

## Geschichte
Colt Technology Services wurde 1992 von Jim Hynes mit Unterstützung von Fidelity Investments gegründet. Im Jahr 1993 erhielt Colt eine Lizenz als öffentlicher Telekommunikationsanbieter und trat in London und Umgebung als Anbieter für Sprach- und Übertragungsservices in den Wettbewerb. In diesem Jahr wurde das 15 Kilometer lange Londoner Stadtnetz fertiggestellt. 1994 unterzeichnete Colt einen Interconnection-Vertrag mit Energis und BT, was das Geschäftsfeld erweiterte. 1995 wurde die Colt Telecom GmbH in Frankfurt gegründet, die eine Lizenz erhielt, um Dienstleistungen anzubieten. Das Department of Trade and Industry (DTI) erteilte Colt eine Betriebslizenz als nationaler Telekommunikationsbetreiber für Großbritannien.
Im Jahr 1996 ging Colt an die Londoner Börse und zeichnete bei NASDAQ in New York. Zudem wurden in der Frankfurter Innenstadt die ersten 50 Kilometer Glasfaser verlegt, und Colt erhielt eine Betriebslizenz für Frankreich. 1997 wurden auch in Berlin, Hamburg und München Glasfasernetze verlegt, und das Frankfurter Stadtnetz wurde weiter ausgebaut. Colt hatte inzwischen über 1000 Kunden, und Colt Telecom España SA erhielt eine Betriebslizenz für Spanien. Ein weiterer Interconnection-Vertrag wurde mit France Telecom unterzeichnet. Colt begann 1998 mit dem Ausbau eines fünften Stadtnetzes in Düsseldorf und gründete eine Niederlassung in Stuttgart. Auch außerhalb der Stadtnetze wurden Kunden angeschlossen, wodurch Colt zum bundesweiten Telekommunikationsanbieter wurde. Zusätzlich wurden Interconnect-Verträge mit Belgacom und der Swisscom abgeschlossen. Colt übernahm Imaginet, einen bis dahin führenden Anbieter von Internet-Services in Frankreich.
1999 eröffnete Colt das erste deutsche Rechenzentrum für Webhousing- und Webhosting-Services in Frankfurt und erweiterte sein europäisches Netzwerk auf Städte wie Köln, Stuttgart, Genf, Wien, Rotterdam, Marseille, Lyon und Barcelona. Im Jahr 2000 wurden die Rechenzentren in Berlin, Frankfurt, Amsterdam, London und Paris in Betrieb genommen, und in Städten wie Turin, Hannover, Antwerpen, Stockholm, Birmingham, Dublin und Rom wurden neue Niederlassungen eröffnet. Colt hatte mittlerweile über 5000 Kunden. Im darauffolgenden Jahr, 2001, erreichte das europaweite Colt-Netz 32 Städte in 13 Ländern, und Colt hatte über 10.000 Kunden. 2003 bot Colt als erstes Unternehmen echte Direktverbindung- und internationale Ethernet-Services über Synchrone Digitale Hierarchie an. Colt bot 2004 erstmals Ethernet mit 1 Gbit/s an. Im August 2006 wurde der Sitz von Colt von London nach Luxemburg verlegt, und die COLT Telecom plc verschmolz mit der neu gegründeten COLT Telecom Group S.A. Im Jahr 2007 eröffnete Colt weitere Rechenzentren in Lissabon und Kopenhagen. 2009 bot Colt erstmals seine Dienstleistungen in den USA an, mit Ethernet-Services in den Städten Boston, Chicago, New York und Newark.
Der Unternehmensname wurde 2010 von COLT Telecom in Colt Technology Services geändert, und die COLT Telecom Group S.A. wurde in Colt Group S.A. umbenannt. Colt erwarb 2014 das japanische Telekommunikationsunternehmen KVH Co. Ltd., wodurch Colt seine Infrastruktur vor allem in Japan, Singapur und Hongkong erweiterte. 2015 erwarb Fidelity Investments alle Colt-Aktien, und der Handel mit der Aktie wurde im Oktober ausgesetzt. Die Holding wurde daraufhin in eine Limited-Gesellschaft umgewandelt.